# シュガー・マウンテン
「シュガー・マウンテン」（Sugar Mountain）は、ニール・ヤングが19歳の誕生日に書いた楽曲。弾き語りで演奏されることが多く、1979年のライブ・アルバム『Live Rust』のA面1曲目を飾った。

## 概要
1964年11月12日、オンタリオ州のフォート・ウィリアムでヤングは19歳の誕生日を迎えた。ウィニペグで結成したバンド、スクワイアーズ（The Squires）とともにツアーを行っていたときで、宿泊先のヴィクトリア・ホテルでこの曲を書いた。
ニール・ヤングが在籍していたスクワイアーズは、年齢が20歳になる前にバンドを辞めてもらう、というルールが存在した為、スクワイアーズを脱退し、ウィニペグのフォーククラブで活動していた頃、ヤングはジョニ・ミッチェルと知り合う（ミッチェルの回想によればこの時代の彼はボブ・ディランに非常に影響を受けていたという）。ミッチェルの代表作の一つである「サークル・ゲーム」は「シュガー・マウンテン」への返歌として書かれた。彼女は1970年10月にロンドンでジェームス・テイラーと行ったコンサートで次のように述べている。
1968年11月8日から10日にかけてミシガン州アナーバーのカンタベリー・ハウスでヤングはライブを行う。11月10日演奏のテイクが1969年2月21日発売のデビュー・ソロ・シングル「ローナー」のB面に収録される（B面のみモノラル・ミックス）。同バージョンの「シュガー・マウンテン」は1970年4月20日発売のシングル「シナモン・ガール」のB面に再び収録される。アルバム初収録は、1977年10月28日発売の3枚組のコンピレーション・アルバム『Decade』である。
2008年12月2日、カンタベリー・ハウスのライブ音源を集めた『Sugar Mountain – Live at Canterbury House 1968』が発売。このときオリジナル・バージョンのステレオ・ミックスが初めてお目見えした。

## 別バージョン
- 1978年の「ラスト・ネヴァー・スリープス」ツアーを収めたライブ・アルバム『Live Rust』に収録された。
- 1969年2月のライブを収めた『Live at the Riverboat 1969』に収録された。
- 2009年6月2日発売のボックスセット『The Archives Vol. 1 1963–1972』に最初期のデモ・バージョンが収録された。
- 2018年11月30日発売のライブ・アルバム『Songs for Judy』に収録。同アルバムは1976年11月にクレージー・ホースと行ったツアーの中からアコーステック・セットだけを集めたもので、その中の1曲。